# كافاسي
كافاسي هي بلدية في مدينة تورين الحضرية في المنطقة الإيطالية بيدمونت، وتقع عند مصب Valli di Lanzo على بعد حوالي 25 كيلومتر (16 ميل) شمال غرب تورين.

## روابط خارجية
- الموقع الرسمي